# اتحاد إرتريا لكرة القدم

الشعار السابق لاتحاد إريتريا لكرة القدم

تأسس الاتحاد الوطني الإريتري لكرة القدم في عام 1992 وانضم إلى الاتحاد الدولي لكرة القدم في 1998 وإنضم إلى الاتحاد الأفريقي لكرة القدم في 1994.